# Gosford House
Gosford House est une maison de campagne néoclassique à environ 2 milles (3 km) au nord-est de Longniddry dans l'East Lothian, en Écosse, sur l'A198 Aberlady Road, s'étendant sur 5 000 acres (2 023,42821 ha) de parc et de côte.
C'est le siège familial de la famille Charteris, des comtes de Wemyss et de March. Depuis 2009, elle est la propriété de James Charteris, 13e comte de Wemyss et March (connu sous le titre de courtoisie de Lord Neidpath) bien que le comte et sa femme, Amanda Feilding, résident à Stanway House dans le Gloucestershire. L'aile sud est la partie qui sert de maison familiale du domaine.
Le domaine, classé le 5 février 1971, comprend de nombreux bâtiments classés, notamment la maison, les écuries et le mausolée qui sont tous classés en catégorie A. Les motifs sont inclus dans l'inventaire des jardins et des paysages conçus en Ecosse.

## Histoire
Avant qu'elle ne soit acquise par le 7e comte de Wemyss en 1781 ou 1784 (selon la source) la propriété est détenue par les Murrays, Douglases, Sinclairs à partir de 1458, par les Achesons à partir de 1561, puis par les Auchmutys à partir de 1622, puis par la famille Wedderburn en 1659.
Gosford est construit par le 7e comte entre 1790 et 1800, selon les plans de l'architecte Robert Adam (1728 - 1792) décédé avant l'achèvement de la maison. Le 7e comte est enterré dans le mausolée de Wemyss sur le domaine. Il est le seul membre de la famille à être enterré dans ce bâtiment, une structure de style pyramidal (en raison de son rôle de Grand Maître Maçon de la Grande Loge d’Écosse), qui est désormais classée en catégorie A. Le 8e comte hérite de Gosford House. La propriété comprend à l'origine le bloc principal avec des pavillons et des colonnades flanquants. Dans les années 1800, les dommages causés par l'air humide, aggravés par l'utilisation de sable marin, conduisent le 8e comte à démolir les ailes. Entre 1830 et 1840, une ancienne maison de la propriété est reconstruite à côté des écuries. Elle est ensuite démolie.
En 1891, le 10e comte reconstruit les ailes selon les plans de l'architecte William Young,. L'aile sud contient la salle de marbre.

## Histoire récente
Entre les deux grandes guerres, la maison sert d'hôtel. Pendant la Seconde Guerre mondiale, l'armée britannique occupe la maison, période pendant laquelle une partie de l'îlot central est endommagée par un incendie résultant d'une fête. La pourriture sèche qui s'installe conduit à l'enlèvement partiel du toit. Il est refait en 1987 et la restauration du bloc central est un processus en cours, suivi par Shelagh, comtesse douairière de Wemyss et March. Gosford peut être vu d'Édimbourg par temps clair. Il est ouvert au public en été. Les terrains contiennent un exemple inhabituel et rare d'une maison de curling écossaise.
Plusieurs productions cinématographiques ont utilisé le site, dont le film House of Mirth de 2000, réalisé par Terence Davies et basé sur le roman d'Edith Wharton, et les deuxième et troisième saisons d'Outlander, les Starz Série télévisée basée sur les romans de Diana Gabaldon,. La maison apparait également dans The Awakening, avec Rebecca Hall.